# Pachliopta aristolochiae
Pachliopta aristolochiae — вид денних метеликів з родини косатцевих (Papilionidae). Широко поширений у Південній та Південно-Східній Азії. В Індії це звичайний вид, який не вимагає спеціальних заходів охорони. Відомий під місцевою назвою «звичайна троянда» («common rose»). Середніх розмірів метелики переважно чорного кольору з червоними і білими мітками, з подовженими вузькими задніми крилами з довгими широкими хвостиками. Гусениці харчуються рослинами роду Кірказон (Aristolochia). Для захисту від хижаків вони здатні накопичувати у своїх тілах токсичну аристолохієву кислоту з рослин, якими живляться.

## Розповсюдження
Даний вид метеликів поширений в Азії, включаючи Афганістан, Пакистан, Індію (включаючи Андаманські острови), Непал, Шрі-Ланку, М'янму, Таїланд, Японію (тільки на південному заході Окінави), Лаос, В'єтнам, Камбоджу, Бруней, Філіппіни (Палаван і Лейте), Індонезію, Бангладеш і Тайвань.
У Китаї поширений у південній та східній частині країни (включаючи Хайнань та провінцію Гуандун), й на території Гонконгу. В Індонезії поширений на Суматрі, Ніасі, Енггано, Бангке, Яві, Балі, Кангеані, Ломбоці, Сумбаві, Сумбі, Флоресі, Танахджампеа та Калімантані .

## Опис
Середні за розміром метелики з подовженими вузькими задніми крилами й довгими широкими хвостиками булавоподібної форми. Верхня сторона крил самця бархатисто-чорна. Розмах крил від 80 до 95 мм.